# Hondsbossche Zeewering

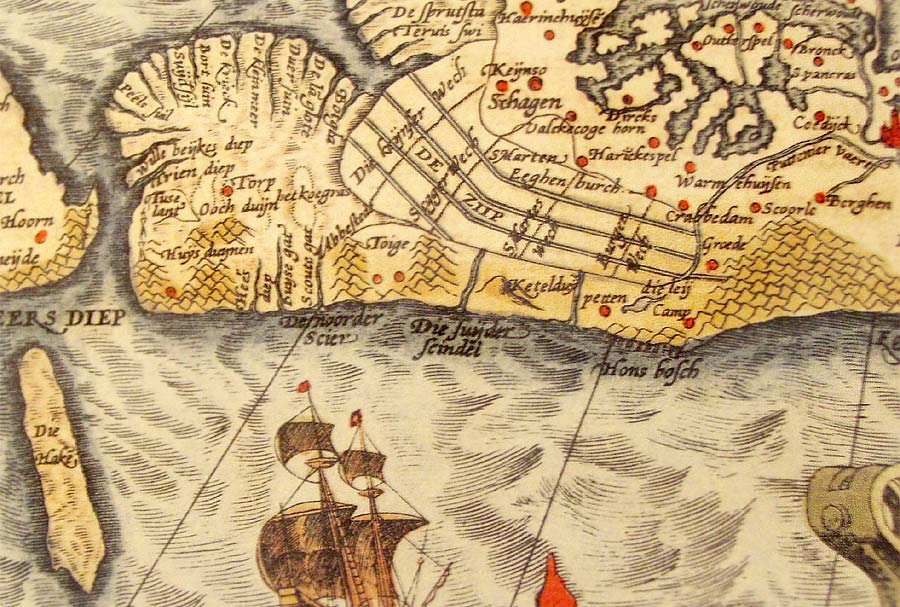
plan du XVIe siècle
(le nord est à gauche)

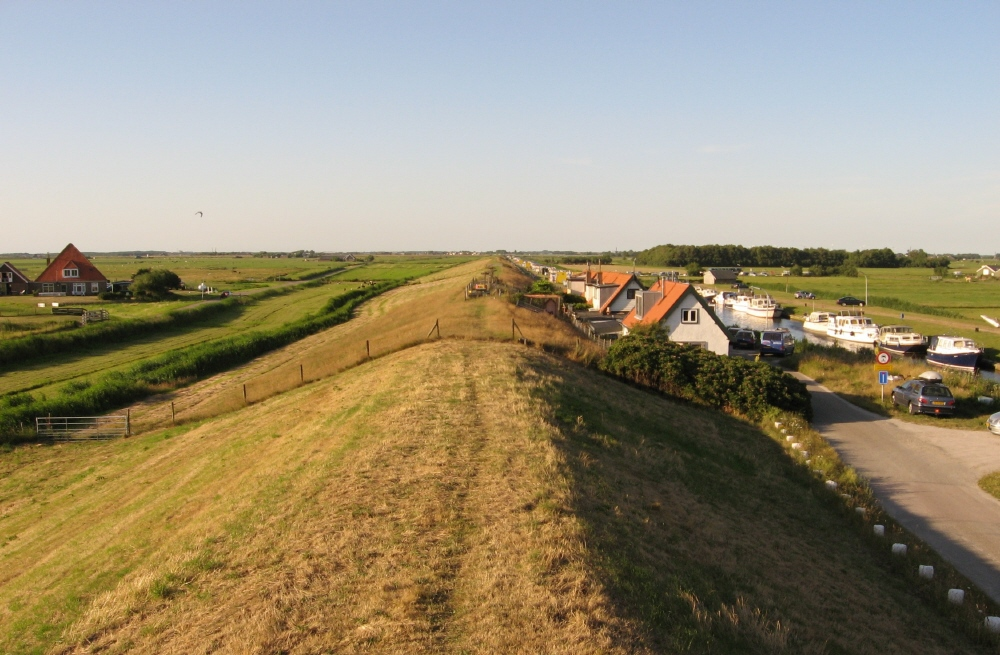
La Hondsbossche Zeewering

La Hondsbossche Zeewering ou digue marine Hondsbossche, est une digue constituée de sable. Elle est longue de 5,5 km et se situe près de Petten dans la province de la Hollande-Septentrionale.
La digue Hondsbossche a une longue histoire de lutte contre les tempêtes et les réparations qui s'ensuivent.
Lors de Inondation de la Sainte-Élisabeth en 1421 entre autres, la dune a été défaillante.
En 2004 le ministère des transports estime que c'est un maillon faible et que le risque est trop important.
Elle pourrait bénéficier d'un projet d'apport de sable type comme le moteur de sable de Ter Heijde.